# سیدنی اسمیت (آسیب‌شناس)
سیدنی آلفرد اسمیت (انگلیسی: Sydney Alfred Smith؛ ۴ اوت ۱۸۸۳ – ۸ مه ۱۹۶۹) یک آسیب‌شناس اهل بریتانیا بود.